# Секс-войны между феминистками
Сексуальные войны между феминистками, или сексуальные войны между лесбиянками, или просто сексуальные войны, или войны из-за порнографии — серия острых дискуссий внутри феминистского движения и лесбийского сообщества в конце 70-х — 80-х годах XX века по вопросам отношения феминисток к порнографии, садомазохизму, роли транс-женщин в лесбийском сообществе и другим проявлениям сексуальности. Противоборствующими сторонами в дискуссии выступили антипорнографический феминизм и сексуально-либеральный феминизм. В результате произошёл глубокий раскол феминистского движения.
Считается, что сексуальные войны между феминистками были частью того раскола, которым закончилась эра феминизма второй волны, а также предвестниками начала феминизма третьей волны.

## Два противоположных взгляда
Два лагеря принято называть антипорнографическими феминистками и секс-позитивными или сексуально-либеральными феминистками.

### Антипорнографические феминистки
В 1976 году Андреа Дворкин организовала демонстрацию против фильма «Снафф» в Нью-Йорке, но попытки создать организацию, чтобы продолжить феминистскую антипорнографическую кампанию не удались. Усилия были более успешными в Лос-Анджелесе, где в 1976 году в ответ на фильм была основана организация «Женщины против насилия в отношении женщин»; они так же вели кампанию против альбома 1976 года группы Rolling Stones Black and Blue. Антипорнографическое движение США укрепилось после создания организации Женщины против насилия в порнографии и средствах массовой информации (WAVPM) в 1977 году в Сан-Франциско, которое последовало после конференции 1976 года по вопросу насилия в отношении женщин, которые проводились местными женскими центрами. Среди первых членов были Сьюзен Гриффин, Кэтлин Барри и Лора Ледерер.
WAVPM организовали первую национальную конференцию по порнографии в Сан-Франциско в 1978 году, которая включала первый марш под названием «Вернём себе ночь». Конференция привела к организации антипорнографических феминисток в Нью-Йорке в 1979 году под флагом Женщины против порнографии (WAP), и аналогичным организациям и инициативам, которые были созданы на всей территории Соединённых Штатов. В 1983 году, Page Mellish, участница WAVPM и WAP, основала общество Феминисток против порнографии, чтобы сосредоточиться на политическом активизме для поиска законодательных изменений, чтобы ограничить порноиндустрию. Андреа Дворкин и Кэтрин Маккиннон хотели добиться установления гражданских законов, ограничивающих порнографию и с этой целью разработали Антипорнографическое постановление о гражданских правах, также известное как Постановление Дворкин-Маккиннон.

### Про-секс феминизм
Термин про-секс феминизм и возникший позже секс-позитивный феминизм появились благодаря Эллен Уиллис.
Феминистка и журналистка Эллен Уиллис, начиная с 1979 года, одна из первых начала критиковать антипорнографических феминисток за то, что считала сексуальным пуританством, моральным авторитаризмом и угрозой свободе слова. Её эссе, написанное в 1981 году, «Lust Horizons: Is the Women’s Movement Pro-Sex?» («Горизонты похоти: выступает ли женское движение за секс?», «Горизонты вожделения: одобряет ли женское движение секс?») породило термин «про-секс феминизм». Секс-позитивные феминистки, в отличие от антипорнографических, считали секс способом получения удовольствия для женщин, видя во взглядах последних отголоски борьбы правого политического крыла с сексом без цели оплодотворения и порнографии. Первыми секс-позитивными группами были Самуа (фем-лесбийская БДСМ-организация), основанная в 1978 году в Сан-Франциско, в ряды которых входили Гейл Рубин и Пат Калифия, а также Лесбийская секс-мафия, основанная Дороти Эллисон и Джо Арнон в Нью-Йорке в 1981 году. В 1984 году в ответ на создание Постановления Дворкин-Маккиннон Эллен Уиллис основала Феминистское движение по борьбе с цензурой (FACT). В 1989 году в Британии появилось движение Феминистки против цензуры, участницами которой были Аведон Кэрол и члены группы Феминистки за свободу самовыражения, основанной Марсией Палли в 1992 году в США совместно с Надин Строссен, Джоан Кеннеди Тейлор, Вероникой Вера и Кандидой Ройэлл.

## Ключевые события
В октябре 1980 года Национальная женская организация (США) дала название тому, что стало известно как «Большая четвёрка» заявив что, «педофилия, порнография, садомазохизм и публичный секс» являются частью «эксплуатации, насилия и вторжения в частную жизнь», а не «сексуальных предпочтений или ориентации». Одно из самых известных столкновений между про-секс и антипорнографическими феминистками произошло в 1982 году на конференции Барнардского колледжа по вопросам сексуальности. Антипорнографических феминисток не пригласили в оргкомитет, в ответ на что они организовали протесты у здания конференции.

## Дебаты
Стороны сексуальных войн между феминистками имели противоположные взгляды по ряду вопросов, что стало причиной горячих дебатов в разной форме.

## Порнографические дебаты
К концу 1970-х годов фокус внимания в феминистском дискурсе смещается с обсуждения лесбийского феминизма на новые аспекты сексуальности. Одним из фундаментальных предметов обсуждения сексуальности, стал вопрос порнографии, вызвавший серьёзные разногласия среди феминисток. Основными сторонами спора стали антипорнографические феминистки и секс-позитивные феминистки. Наибольшее влияние на позицию антипорнографических феминисток оказал лесбийский феминизм, чьи основные доводы, такие как концепция патриархальных сексуальных отношений, легли в основу движения. Эллен Уиллис описала такие отношения как «основанные на мужской власти и подкрепленные физической силой». С этой точки зрения, порнография создается мужчинами и исключительно для мужчин и напрямую является отражением парадигмы, где мужчина доминирует в сексуальных отношениях. Ещё одна идея, взятая антипорнографическими группами из лесбийского феминизма, состояла в том, что сексуальность заключается в желании создать духовную связь, основанную на привязанности и заботе, и длительные отношения с другим человеком; в противоположность вере в чисто физическую природу секса.
Андреа Дворкин в своей книге «Pornography: Men Possessing Women» (Порнография: мужчины, владеющие женщинами) пишет, что в основе порнографии — идея мужского доминирования и вследствие этого, порнография по сути своей вредит женщинам и их благополучию. Дворкин считала, что разрушительное воздействие порнографии проявляется не только в процессе производства, но и потребления, так как зритель будет подсознательно перенимать мизогинный взгляд на женщин. Робин Морган описала позицию антипорнографических феминисток, считавших, что между порнографией и насилием в отношении женщин есть связь, фразой: «порнография — это теория, изнасилование — практика».
Антипорнографическое движение критиковали секс-позитивные феминистки, считая его подавляющим сексуальность и свободу слова. В статье «Thinking Sex: Notes for a Radical Theory of the Politics of Sexuality» (с англ. — «Размышляя о сексе: Записки для радикальной теории об устройстве сексуальности») Гейл Рубин называет сексуальную свободу одной из целей феминизма и осуждает стремление анти-порнографической группы говорить от лица всего фем-сообщества. Она высказала мнение, что необходимо создать такую теорию, где сексуальность рассматривается отдельно от феминизма. В «XXX: A Woman’s Right to Pornography» (с англ. — «ХХХ: Право женщины на порнографию») Венди МакЭлрой заключает, что с точки зрения секс-позитивного движения «преимущества, которые порнография предоставляет женщинам превосходит любое из негативных последствий».
Основным предметом споров о порнографии между радикальными и либеральными феминистками стало то, как в этой сфере женскую сексуальность изображают по отношению к мужской. Радикальные феминистки делают упор на то, что порнография объективирует женщин и нормализует сексуальное насилие через характерные действия. В свою очередь, либеральные феминистки озабочены стигматизацией сексуальных меньшинств и ограничением права выбора разнообразных сексуальных практик, доступ к знаниям о которых станет ещё более затруднённым без порнографии.